# Polizei (Tschechien)
In Tschechien existieren als Polizeiorganisationen die Polizei der Tschechischen Republik (Policie České republiky), die kommunalen Polizeien (obecní policie oder městská policie) und die Militärpolizei (Vojenská policie).

## Polizei der Tschechischen Republik

Zeichen der Policie ČR

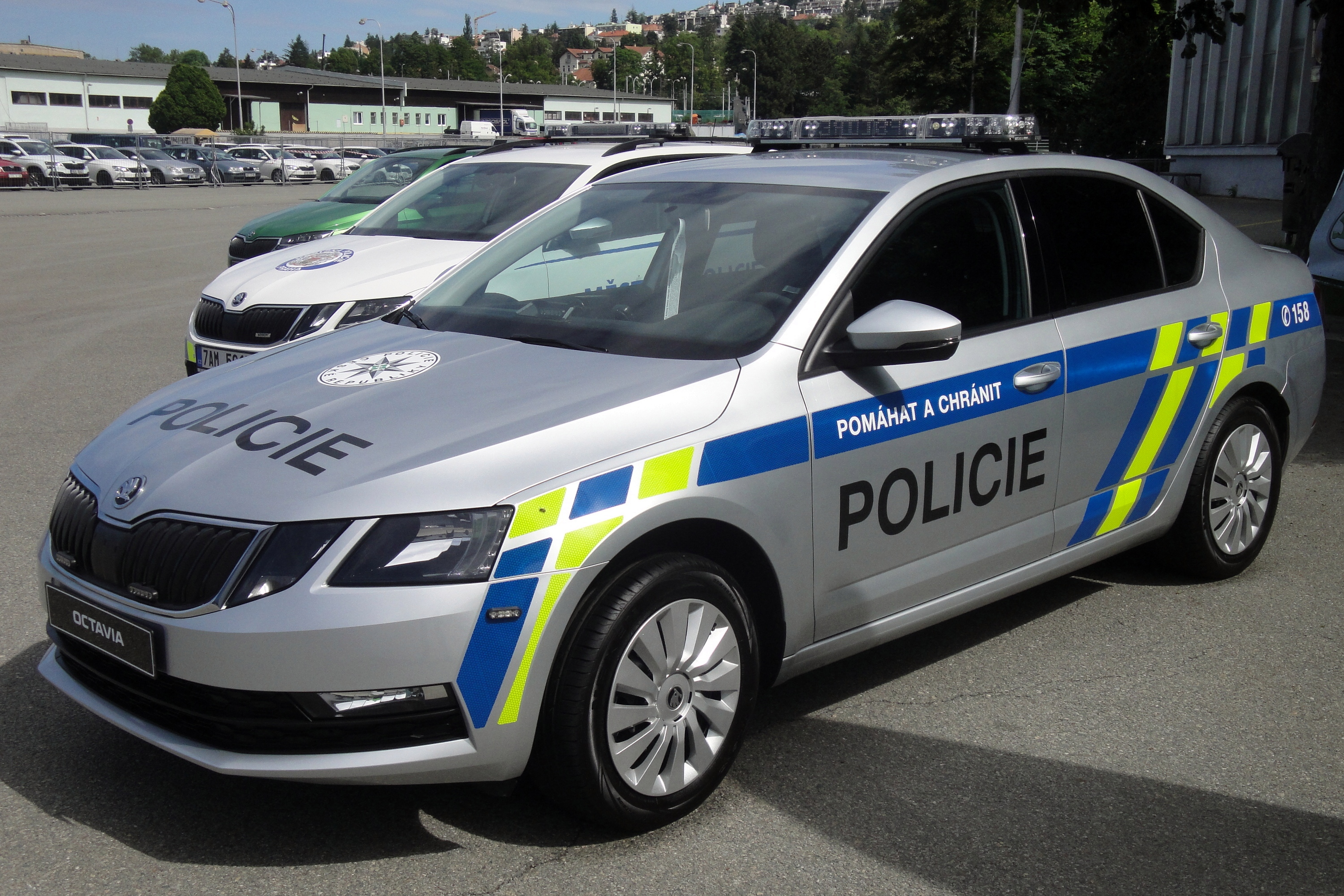

Die Polizei der Tschechischen Republik (Policie České republiky, PČR) ist die staatliche Polizei in Tschechien. Der derzeitige Polizeipräsident ist Jan Švejdar. Das Motto der Polizei lautet „Pomáhat a chránit“ (Helfen und schützen). Die Polizei ist unter der eigenen Notrufnummer 158 oder der Euronotrufnummer 112 erreichbar. Die Tätigkeit der Polizei wird im Gesetz 361/2003 Sb. geregelt.

### Geschichte
Die Polizei der Tschechischen Republik entstand am 15. Juli 1991 durch das neue Gesetz Nr. 283/1991 Sb. über die Polizei der Tschechischen Republik aus der einstigen Veřejná bezpečnost (Öffentliche Sicherheit), einem Teilbereich des Sbor národní bezpečnosti (Korps der nationalen Sicherheit). Beamte der Veřejná bezpečnost wurden in die neue Polizei übernommen. Der andere Teilbereich des Sbor národní bezpečnosti – die kommunistische Geheimpolizei Státní bezpečnost (Staatssicherheit), wurde kurz nach der Samtenen Revolution durch Anordnung des Innenministers zum 1. Februar 1990 aufgelöst. Die Polizei arbeitet im öffentlichen Dienst.
Zum 1. Januar 2009 wurde durch das neue Polizeigesetz Nr. 273/2008 Sb. eine Polizeireform umgesetzt. Es entstanden so unter anderem weitere sechs Regionalpolizeidirektionen.

### Kennzeichnungspflicht
Siehe auch
Die Kennzeichnungspflicht für Polizeibeamte wird durch eine Identifikationsnummer an der Uniform der Beamten umgesetzt. Polizeibeamte müssen auch eine Identifikationskarte, die die Identifikationsnummer enthält, mitführen und sich ggf. damit ausweisen. Diese Regelung ist für die gesamte Staatspolizei der Tschechischen Republik gültig. Eine Ausnahmereglung in Gefahrensituationen oder für den Einsatz in geschlossenen Verbänden gibt es nicht.
Die Identifikationsnummer wird auf der Vorderseite der Uniform angebracht. Die Größe der Identitätsnummer hängt von der Uniform ab.

### Auftrag
Als polizeiliche Aufgaben gelten die Sicherstellung der öffentlichen Ordnung, Bekämpfung des Terrorismus, Aufdeckung von Straftaten, Sicherstellung der Täter, polizeilicher Schutz der Staatsgrenzen, Schutz der Verfassungsorgane der Tschechischen Republik, Schutz diplomatischer Vertretungen in Tschechien, Schutz des Außenministeriums, des Innenministeriums und weiterer besonders bedeutenden Objekte, Aufsicht über die Sicherheit und Kontinuität des Straßenverkehrs mit Aufdeckung der Verstöße, Verkündung der Ermittlungen auf dem ganzen Gebiet der Tschechischen Republik und Erfüllung der Aufgaben der Staatsverwaltung.

### Gliederung
Die Policie ČR untersteht dem tschechischen Innenministerium und besteht aus Abteilungen (útvar). Die Abteilungen der Polizei sind:
- das Polizeipräsidium der Tschechischen Republik (Policejní prezidium České republiky)
- Abteilungen mit gesamtstaatlicher Zuständigkeit (derzeit 12)
- 14 Regionalpolizeidirektionen (krajské ředitelství policie) in den 14 Regionen
- im Rahmen der Regionalpolizeidirektionen errichtet Abteilungen

Abteilungen mit gesamtstaatlicher Zuständigkeit:
- Kriminalistisches Amt Prag (Kriminalistický ústav Praha)
- Flugdienst (Letecká služba)
- Nationale Antidrogenzentrale (Národní protidrogová centrála SKPV)
- Dienst der Fremdenpolizei (Služba cizinecké policie, zuständig für die polizeiliche Überwachung der Grenzen)
- Úřad dokumentace a vyšetřování zločinů komunismu (Behörde für Dokumentation und Untersuchung der Verbrechen des Kommunismus)
- Abteilung für Ermittlung von Korruption und Finanzkriminalität (Útvar odhalování korupce a finanční kriminality SKPV)
- Abteilung für Aufdeckung organisierter Kriminalität (Útvar pro odhalování organizovaného zločinu SKPV)
- Abteilung für den Schutz des Präsidenten der Tschechischen Republik (Útvar pro ochranu prezidenta ČR)
- Abteilung für den Schutz von Verfassungsfunktionären (Útvar pro ochranu ústavních činitelů)
- Abteilung für den schnellen Einsatz (Útvar rychlého nasazení)
- Abteilung für Spezialtätigkeiten (Útvar speciálních činností SKPV) (beispielsweise Personenschutz bzw. Zeugenschutz[4])
- Abteilung für Sondertätigkeiten (Útvar zvláštních činností SKPV) (beispielsweise Abhördienst, Personenobservierung[5])

### Dienstgrade

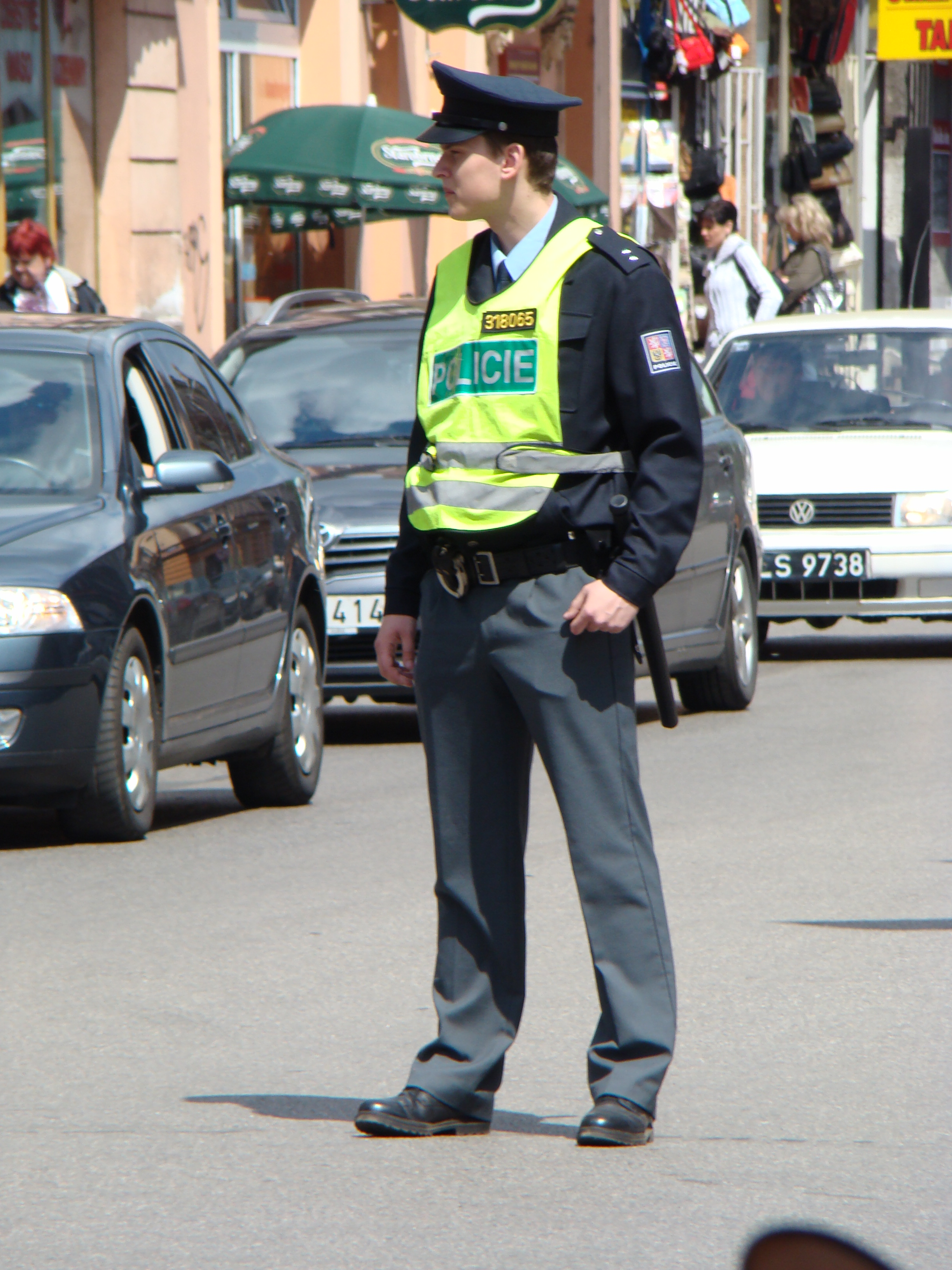
Polizist der staatlichen Polizei in Uniform

Die Dienstgrade sind im Gesetz Nr. 361/2003 Sb. festgelegt. Einem Beamten mit Dienstgrad (služební hodnost) steht eine Dienstgradbezeichnung (hodnostní označení) zu.
| Dienstgrad (služební hodnost) | Dienstgrad (služební hodnost) | Dienstgradbezeichnung1 (hodnostní označení) | Dienstgradbezeichnung1 (hodnostní označení) |
| referent                      | Referent                      | rotný                                       | Korporal                                    |
| vrchní referent               | Oberreferent                  | strážmistr                                  | Wachtmeister                                |
| asistent                      | Assistent                     | nadstrážmistr                               | Oberwachtmeister                            |
| vrchní asistent               | Oberassistent                 | podpraporčík                                | Unterfeldwebel                              |
| inspektor                     | Inspektor                     | praporčík nadpraporčík                      | Feldwebel Oberfeldwebel                     |
| vrchní inspektor              | Oberinspektor                 | nadpraporčík podporučík                     | Oberfeldwebel Unterleutnant                 |
| komisař                       | Kommissar                     | poručík nadporučík                          | Leutnant Oberleutnant                       |
| vrchní komisař                | Oberkommissar                 | kapitán major                               | Hauptmann Major                             |
| rada                          | Rat                           | podplukovník plukovník                      | Oberstleutnant Oberst                       |
| vrchní rada                   | Oberrat                       | plukovník                                   | Oberst                                      |
| vrchní státní rada            | Oberstaatsrat                 | plukovník                                   | Oberst                                      |

1 Falls zwei Dienstgradbezeichnungen angegeben werden, steht die höhere einem leitenden Beamten zu.
Der Präsident der Tschechischen Republik kann auf Vorschlag der Regierung einen Direktor des Sicherheitskorps, seinen Stellvertreter oder einen Leiter eines Teils des Sicherheitskorps in den Rang eines Brigadegenerals (brigádní generál), Generalleutnants (generálporučík) oder Generalmajors (generálmajor) erheben.

### Ausrüstung

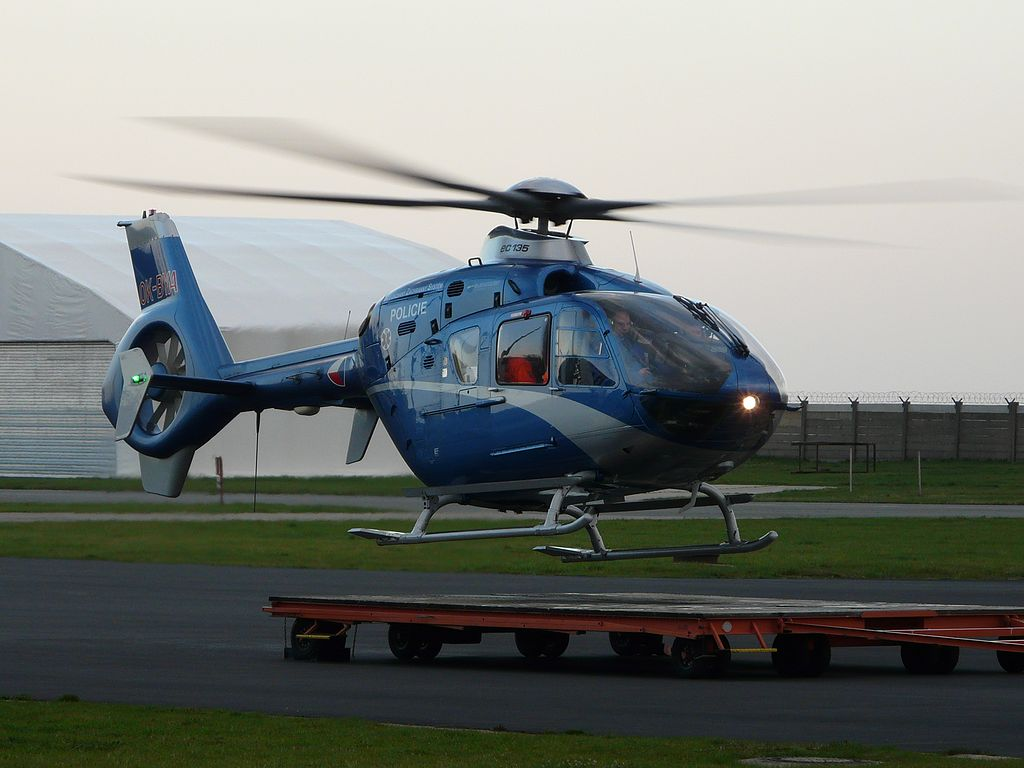
Polizeihubschrauber Eurocopter EC 135

Heute werden hauptsächlich Fahrzeuge des Herstellers Škoda Auto eingesetzt: Škoda Octavia 1.8 TSI (132 kW)/2.0 TSI (140 kW)  und Škoda Scala 1.5 TSI (110 kW).
Die Verkehrspolizei nutzt Škoda Octavia RS 2.0 (147 kW), zivile VW Passat VR6 3.6 (221 kW), Škoda Superb 2.0 TSI (206 kW), BMW  540i xDrive Touring (245 kW) und Ferrari 142-458 Italia (416 kW) zur Verfolgung von Temposündern, BMW-Motorräder (1250 RT) und VW Transporter 2.0 (150 kW).

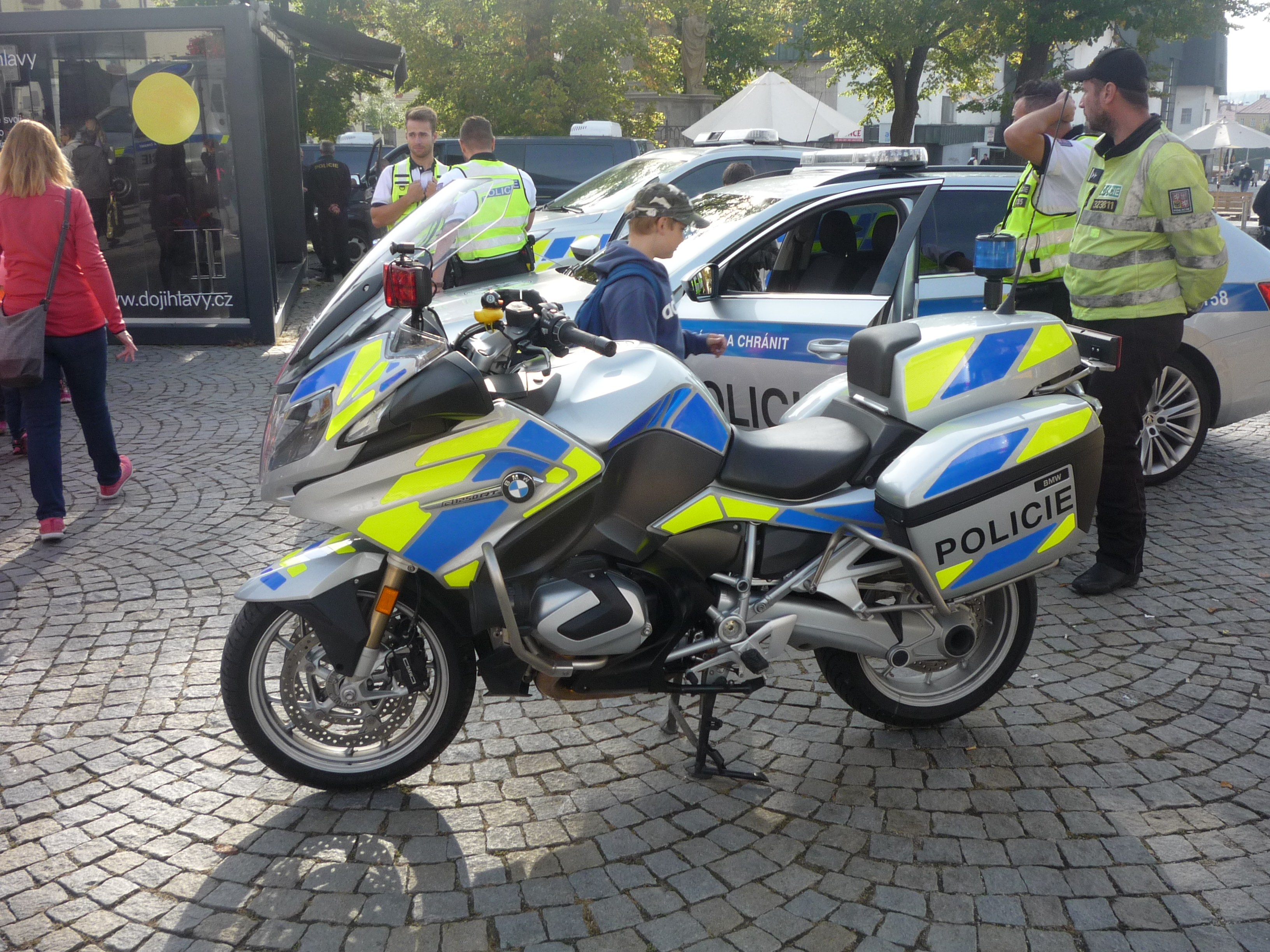

Der Flugdienst ist mit Hubschraubern vom Typ EC 135 T2, Bell 412 HP und Bell 412 EP ausgerüstet. Er gewährleistet auch am Standort Prag im ununterbrochenen Betrieb eine der zehn Luftrettungsstationen in Tschechien.

## Gemeindepolizeien

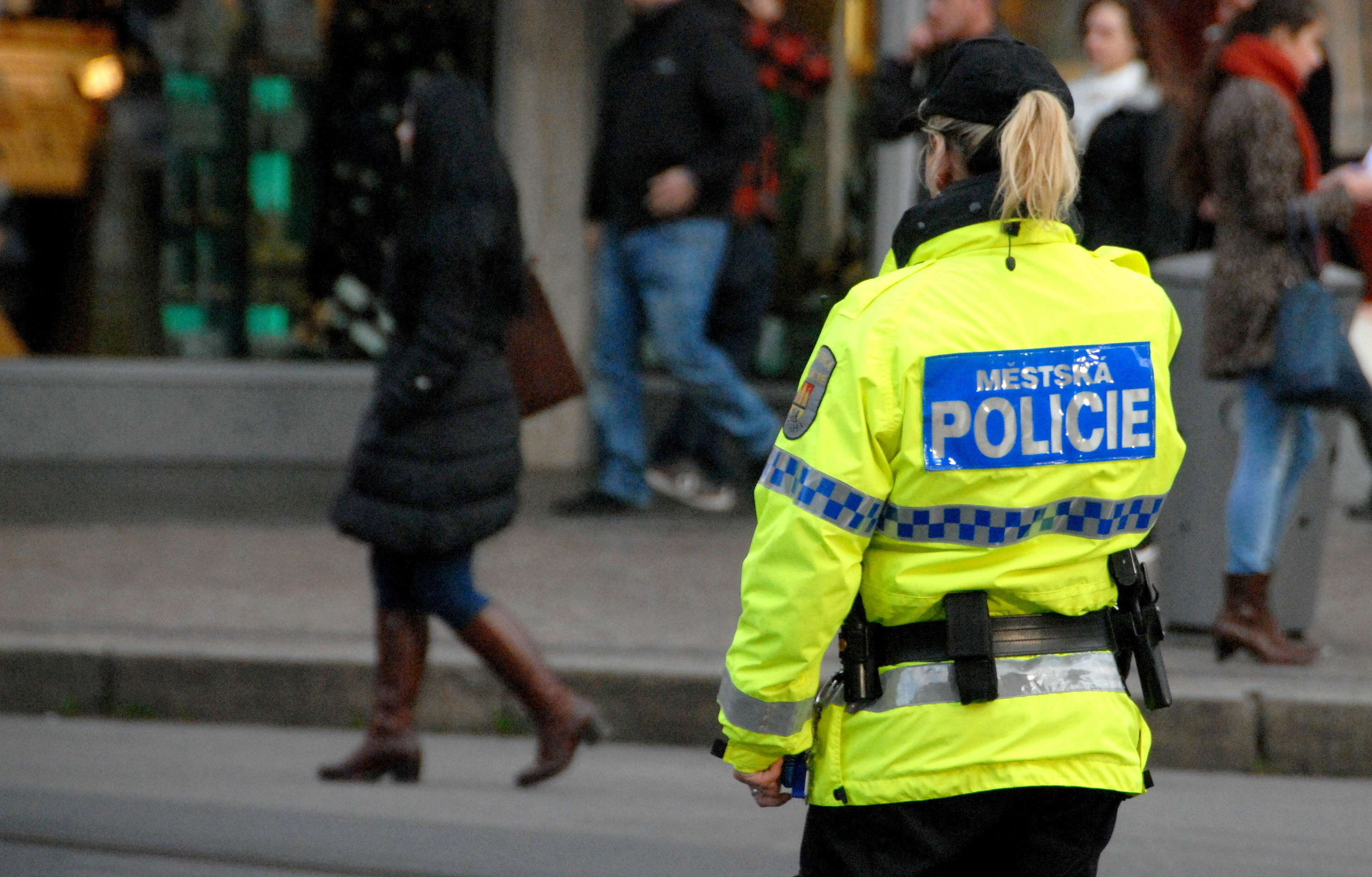
Beamtin der Gemeindepolizei in Prag

Die Gemeindepolizei (obecní policie, in Städten městská policie – Stadtpolizei) ist ein Organ der Gemeinde und wird vom Gemeinderat errichtet, der auch die Kosten für den Betrieb der Einheit trägt; die Beschäftigten sind Angestellte der Gemeinde. Sie ist für die öffentliche Ordnung auf dem Gemeindegebiet zuständig. Die Gemeindepolizei wird vom Bürgermeister oder von einem anderen Mitglied des Gemeinderats geleitet.
Die Gemeindepolizei ist uniformiert und bewaffnet. Die Notrufnummer ist 156.

## Militärpolizei

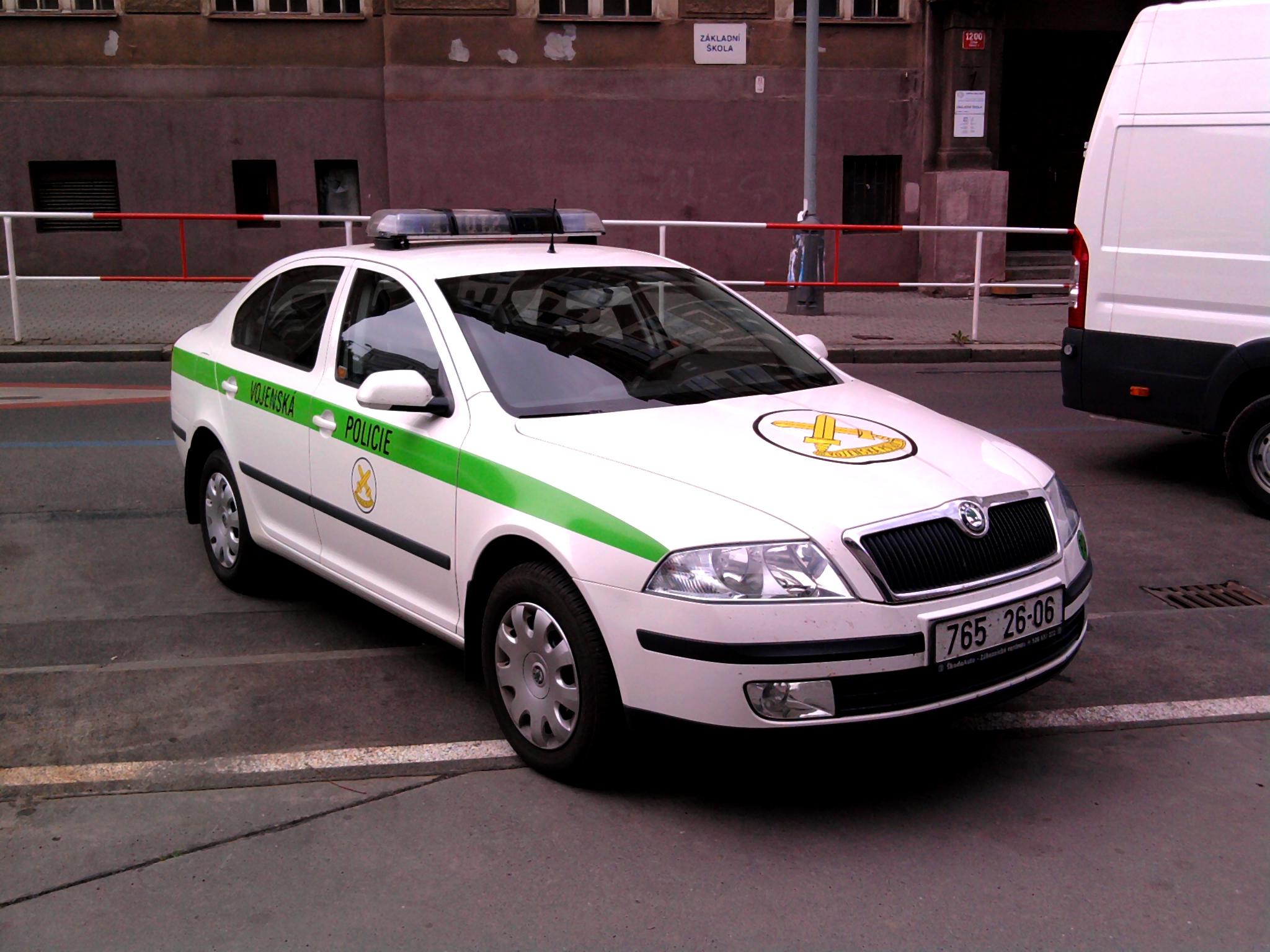
Fahrzeug der Militärpolizei

Die Vojenská policie (Militärpolizei) ist Teil der Tschechischen Streitkräfte.